# Bothrops barnetti
Bothrops barnetti là một loài rắn trong họ Rắn lục. Loài này được Parker mô tả khoa học đầu tiên năm 1938.
Đây là một loài thuộc phân họ Crotalinae có nọc độc đặc hữu của Peru. Hiện không có phân loài nào được công nhận.